# Rębiszów (stacja kolejowa)
Rębiszów – stacja kolejowa na linii kolejowej nr 274 z Wrocławia do stacji w Zgorzelcu, uruchomionej na tym odcinku w roku 1865. Położona pomiędzy Jelenią Górą a Gryfowem Śląskim we wsi Rębiszów, która w latach 1945-54 była siedzibą gminy Rębiszów, obecnie już nieistniejącej (sama wieś należy do gminy Mirsk).
Linię 274 na odcinku przechodzącym przez Rębiszów zelektryfikowano już w roku 1922, ale po zakończeniu II wojny światowej osprzęt elektryczny całej linii zdemontowano i wywieziono w głąb ZSRR. Ponowna elektryfikacja linii zrealizowana została w latach 80. XX w., a na odcinku przechodzącym przez Rębiszów w 1986 roku.

## Ruch pasażerski
| Rok  | Wymiana pasażerska na dobę |
| ---- | -------------------------- |
| 2017 | 50-99                      |
| 2022 | 50-99                      |